# بروس هولواي
بروس هولواي هو لاعب هوكي الجليد كندي، ولد في 27 يونيو 1963 في ريفيلستوك في كندا.

## وصلات خارجية
- بروس هولواي على موقع دوري الهوكي الوطني (الإنجليزية)
- بروس هولواي على موقع قاعة مشاهير الهوكي (لاعب أن.إتش.أل) (الإنجليزية)
- بروس هولواي على موقع EliteProspects.com (الإنجليزية)
- بروس هولواي على موقع HockeyDB.com (الإنجليزية)
- بروس هولواي على موقع Hockey-Reference.com (الإنجليزية)